# Franz Zingerle
Franz Zingerle (ur. 11 grudnia 1908 w Axams, zm. 12 czerwca 1988 tamże) – austriacki narciarz alpejski, mistrz świata.
Wziął udział w mistrzostwach świata w Cortinie d'Ampezzo w 1932 roku, zajmując 14. miejsce w zjeździe, 6. w slalomie i 11. w kombinacji. Na rozgrywanych rok później mistrzostwach świata w Innsbrucku był siódmy w zjeździe. W tej samej konkurencji wywalczył złoty medal podczas mistrzostw świata w Mürren w 1935 roku. W zawodach tych wyprzedził Francuza Émile'a Allaisa i Willego Steuriego ze Szwajcarii. Był to jego jedyny medal wywalczony na międzynarodowej imprezie tej rangi. Dzień wcześniej wystartował w slalomie, jednak nie ukończył rywalizacji, skutkiem czego nie był też klasyfikowany w kombinacji. Wziął też udział w mistrzostwach świata w Chamonix w 1937 roku, gdzie zajął 19. miejsce w zjeździe, 13. w slalomie i 16. w kombinacji.

## Osiągnięcia

### Mistrzostwa świata
| Miejsce | Dzień     | Rok  | Miejscowość       | Konkurencja | Czas biegu | Strata     | Zwycięzca         |
| ------- | --------- | ---- | ----------------- | ----------- | ---------- | ---------- | ----------------- |
| 14.     | 4 lutego  | 1932 | Cortina d'Ampezzo | Zjazd       | 5:10,0     | +38,6      | Gustav Lantschner |
| 6.      | 6 lutego  | 1932 | Cortina d'Ampezzo | Slalom      | 1:26,1     | +11,2      | Friedl Däuber     |
| 11.     | 6 lutego  | 1932 | Cortina d'Ampezzo | Kombinacja  | 97,555 pkt | -8,830 pkt | Otto Furrer       |
| 7.      | 8 lutego  | 1933 | Innsbruck         | Zjazd       | 5:07,0     | +14,0      | Walter Prager     |
| DNF     | 9 lutego  | 1933 | Innsbruck         | Slalom      | 2:29,9     | -          | Anton Seelos      |
| DNF     | 24 lutego | 1935 | Mürren            | Slalom      | 1:46,1     | -          | Anton Seelos      |
| 1.      | 25 lutego | 1935 | Mürren            | Zjazd       | 3:30,4     | -          | -                 |
| DNF     | 21 lutego | 1936 | Innsbruck         | Zjazd       | 4:29,8     | -          | Rudolf Rominger   |
| 19.     | 13 lutego | 1937 | Chamonix          | Zjazd       | 4:03,4     | +47,4      | Émile Allais      |
| 13.     | 15 lutego | 1937 | Chamonix          | Slalom      | 2:10,8     | +16,6      | Émile Allais      |
| 16.     | 15 lutego | 1937 | Chamonix          | Kombinacja  | 400,4 pkt  | +67,2 pkt  | Émile Allais      |